# László Foltán
László Foltán (Boedapest, 25 mei 1953) is een Hongaars kanovaarder.
Foltán won in 1980 olympisch goud in de C-2 over 500 meter samen met István Vaskuti.

## Belangrijkste resultaten

### Olympische Zomerspelen
| Editie | Plaats | Resultaten |
| ------ | ------ | ---------- |
| 1980   | Moskou | C-2 500 m  |

### Wereldkampioenschappen vlakwater
| Jaar | Plaats     | Resultaten |
| ---- | ---------- | ---------- |
| 1977 | Sofia      | C-2 500 m  |
| 1978 | Belgrado   | C-2 500 m  |
| 1981 | Nottingham | C-2 500 m  |
| 1982 | Belgrado   | C-2 500 m  |

1976: Sergej Petrenko & Aleksandr Vinogradov ·
1980: László Foltán & István Vaskuti ·
1984: Matija Ljubek & Mirko Nišović ·
1988: Nicolae Juravschi & Viktor Reneiski ·
1992: Dmitri Dovgalenok & Aleksandr Maseikov ·
1996: Csaba Horváth & György Kolonics ·
2000: Ferenc Novák & Imre Pulai ·
2004: Meng Guanliang & Yang Wenjun ·
2008: Meng Guanliang & Yang Wenjun ·
2024: Liu Hao & Ji Bowen